# InStyle
InStyle è una rivista di moda statunitense, lanciata nel 1994 e successivamente esportata in altri paesi, la rivista propone articoli di bellezza, moda, casa, lifestyle.
InStyle attualmente ha una tiratura di 1,7 milioni che la rendono una tra le 50 riviste più lette negli Stati Uniti.